# カルロス・ジョンソン
カルロス・ジョンソン（Carlos Johnson ,1953年1月17日 - ）はアメリカ合衆国イリノイ州シカゴ出身のブルース・ギタリスト、シンガー。オーティス・ラッシュ、アルバート・キングらと同様右利き用に弦を張ったギターを逆に持って弾く左利きのプレイヤーである。そのアグレッシヴなプレイは早くから地元シカゴでは注目を集め、ビリー・ブランチ＆サンズ・オブ・ブルース、サン・シールズらのレコーディングに参加するなどして活躍した。

## 来歴
1989年、ヴァレリー・ウェリントンのバンドのギタリストとして初来日。2004年には、脳梗塞で倒れたオーティス・ラッシュの来日公演にサポート・ギタリストとして急遽参加。
2000年、ブエノスアイレスでレコーディングされた「My Name Is Carlos Johnson」でようやくアルバム・デビューを果たす。2002年には、ビリー・ブランチの新作にフィーチャーされる。ビリーとは2004年にデュオ名義で「Don't Mess With The Bluesmen」も発表。同年、ソロ名義の「In And Out」も発表している。2007年には地元シカゴのクラブでのライヴを収録した「Live At B.L.U.E.S. on Halsted」がリリースになった。
2007年3月、新作リリースに合わせて日本ツアーを行い、京都、名古屋、東京の各会場で演奏を繰り広げた。これはカルロスにとって3度目の来日であり、ソロ・アーティストとしては初めての来日となった。2009年3月再来日、2018年4月には大阪のブルースバンドOsakaRootsと横浜、名古屋、大阪をツアーしている。

## ディスコグラフィー
- 2001年 My Name Is Carlos Johnson (Blues Special Records)
- 2004年 Don't Mess With The Bluesmen (P-Vine) （ビリー・ブランチとのデュオ名義）
- 2004年 In And Out (Mr. Kelly's)
- 2007年 Live At B.L.U.E.S. on Halsted (P-Vine)
- 2009年 Encore! Live At B.L.U.E.S. On Halsted (P-Vine)

### 映像作品
- 2008年 Live At B.L.U.E.S. On Halsted (P-Vine)